# Селіштат
Селіштат (рум. Seliștat) — село у повіті Брашов в Румунії. Входить до складу комуни Шоарш.
Село розташоване на відстані 197 км на північний захід від Бухареста, 68 км на північний захід від Брашова, 130 км на південний схід від Клуж-Напоки.

## Населення
За даними перепису населення 2002 року у селі проживали 224 особи. Рідною мовою 222 особи (99,1%) назвали румунську.
Національний склад населення села:
| Національність | Кількість осіб | Відсоток |
| -------------- | -------------- | -------- |
| румуни         | 133            | 59,4%    |
| цигани         | 86             | 38,4%    |